# 하이파이 러시
《하이파이 러시》(Hi-Fi Rush)는 탱고 게임웍스가 개발하고 베데스다 소프트웍스가 배급한 액션 어드벤처 리듬 게임이다. 마이크로소프트 윈도우 및 엑스박스 시리즈 X/S 플랫폼으로 제작됐으며, 2023년 1월 25일 게임 발표와 함께 동시에 출시됐다.
주인공은 '미래의 록스타'를 자칭하는 소년 차이로, 모종의 잘못된 실험으로 심장에 뮤직 플레이어가 결합하면서 세계의 리듬을 감지하는 능력을 가지게 된다. 이 능력을 이용해 그에게 실험 후 불량품 낙인을 찍은 기업과 맞서 싸우는 이야기를 그렸다. 《디 이블 위딘 2》 기획자 존 요하네스가 기획을 맡았다.

## 개발 및 출시
《하이파이 러시》는 2023년 1월 25일 엑스박스와 베데스다의 개발자 다이렉트에서 발표됐다. 행사 전 온라인을 통해 게임 제목과 로고가 유출됐다. 다이렉트 종료 후 탱고 게임웍스는 당일에 마이크로소프트 윈도우와 엑스박스 시리즈 X/S로 게임을 즉시 출시했다.

## 반응
《하이파이 러시》는 발매 당시 리뷰 애그리게이터 웹사이트 메타크리틱에서 윈도우판과 엑스박스 시리즈 X/S판이 각각 89/100점, 88/100점을 기록해 "대체적으로 긍정적인 평가"를 받았다.

## 참조

### 주해
1. ↑  "Hi-Fi RUSH"로 표기.